# Juan Crisóstomo Lafinur
Juan Crisóstomo Lafinur (La Carolina, Virreinato del Río de la Plata; 27 de enero de 1797-Santiago, Chile; 13 de agosto de 1824) fue un poeta, filósofo y educador argentino. Fue tío bisabuelo de Jorge Luis Borges.

## Biografía

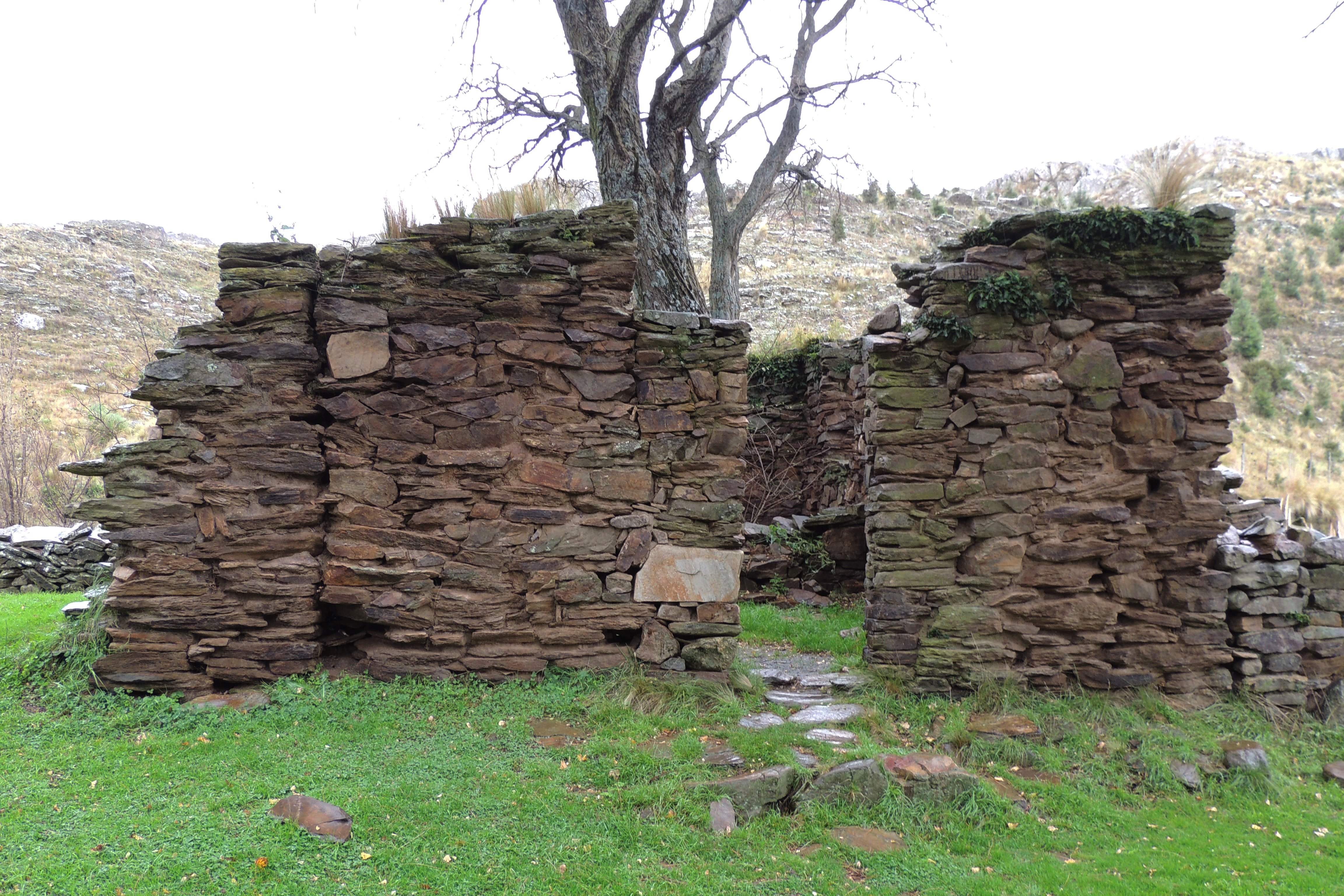
Restos de la casa de Lafinur en La Carolina

Lafinur nació en La Carolina, San Luis. Fue hijo del español Luis Lafinur (probable adaptación castellana del apellido francés Laffineur) y de Bibiana Pinedo de Montenegro, nacida en Córdoba del Tucumán, quienes se radicaron en esa localidad puntana para dedicarse a la minería.
Años más tarde, como consecuencia de las invasiones inglesas al Río de la Plata, la familia se radicó en Córdoba. Una vez allí, la familia lo anotó en el Colegio de Monserrat y posteriormente se inscribió en la Universidad de esa ciudad. Lafinur obtuvo diplomas de bachiller, licenciado y maestro de artes, pero fue expulsado de la Universidad en 1814 por su mal carácter y por su oposición a la política de la Logia Lautaro. Logró cursar tres grados: bachiller, licenciado y maestro de artes (filosofía) y le quedaron pendientes los cursos de teología.
Se trasladó a Tucumán, donde se incorporó al Ejército del Norte, y estudió para oficial artillero en la Academia de Matemáticas fundada por el general Belgrano. Permaneció allí hasta 1818, año en que solicitó el retiro. Según Alejandro Korn:

A esta escuela castrense atribuía agradecido su desarrollo intelectual y allí cobró intenso afecto al hombre cuya memoria anima sus cantos mejor sentidos. ¿Pero, dónde este joven de pocos años, formado en el medio arribeño, había adquirido sus ideas filosóficas? Probablemente fue su maestro aquel extraño aventurero, el titulado General Dauxion Lavaysse, agregado al Ejército del Norte y encargado de la academia militar.

Una vez que abandonó su carrera militar, se trasladó a Buenos Aires, donde se anotó en la Sociedad para el fomento del Buen Gusto en el Teatro, creada con el apoyo de Pueyrredón. Allí escribió música de acompañamiento para el actor Luis Ambrosio Morante en sus actuaciones en el teatro y en ese mismo lugar entabló relación con el fraile chileno Camilo Henríquez en El Censor y en El Curioso y con Pedro Feliciano de Cavia en El Americano. Predicó siempre a favor de la democracia del país. Narra Alejandro Korn que en

[...] el colegio de la Unión del Sur, que vino a reemplazar al extinguido colegio de San Carlos, Pueyrredón, a quien honra esta iniciativa, lo confió a la dirección del doctor Achega, sacerdote de estrecho criterio dogmático y al mismo tiempo, por primera vez en la historia de nuestra enseñanza, encomendó la cátedra de filosofía a un joven laico, que carecía de todo título universitario, a Crisóstomo Lafinur.

Por primera vez, ese curso no se dictó en latín ni fue de orientación religiosa, y su profesor iba vestido de calle, no con la toga universitaria. Sus ideas y métodos mezclaban elementos de escolasticismo, especialmente en cuanto a lógica y metafísica, y de ideología iluminista. Resumiendo los cursos que dictaba, escribió su «curso filosófico». Ante la oposición de los sectores clericales, contestó con el discurso titulado Las ciencias no han corrompido las costumbres ni empeorado al hombre, que fue publicado en la prensa. Igualmente, debió renunciar.
En 1819, Juan Crisóstomo Lafinur comenzó a impartir un curso de Filosofía basándose en los escritos de Condillac y Locke. En agosto de 1820, luego de componer las Elegías por el fallecimiento del General Belgrano, tomó examen público a sus alumnos en el Templo de San Ignacio. Entre ellos se encontraban dos sobrinos del prócer: Luis Belgrano y su homónimo Manuel Belgrano.
Luego se instaló en Mendoza, donde dictó clases de filosofía, elocuencia, francés, economía, literatura y música en el Colegio de la Trinidad. También dirigió el periódico oficialista. Pero sus luchas por la reforma de la enseñanza y su alianza con los unitarios lo llevaron a un enfrentamiento con el Cabildo mendocino, que en 1822 lo exoneró.

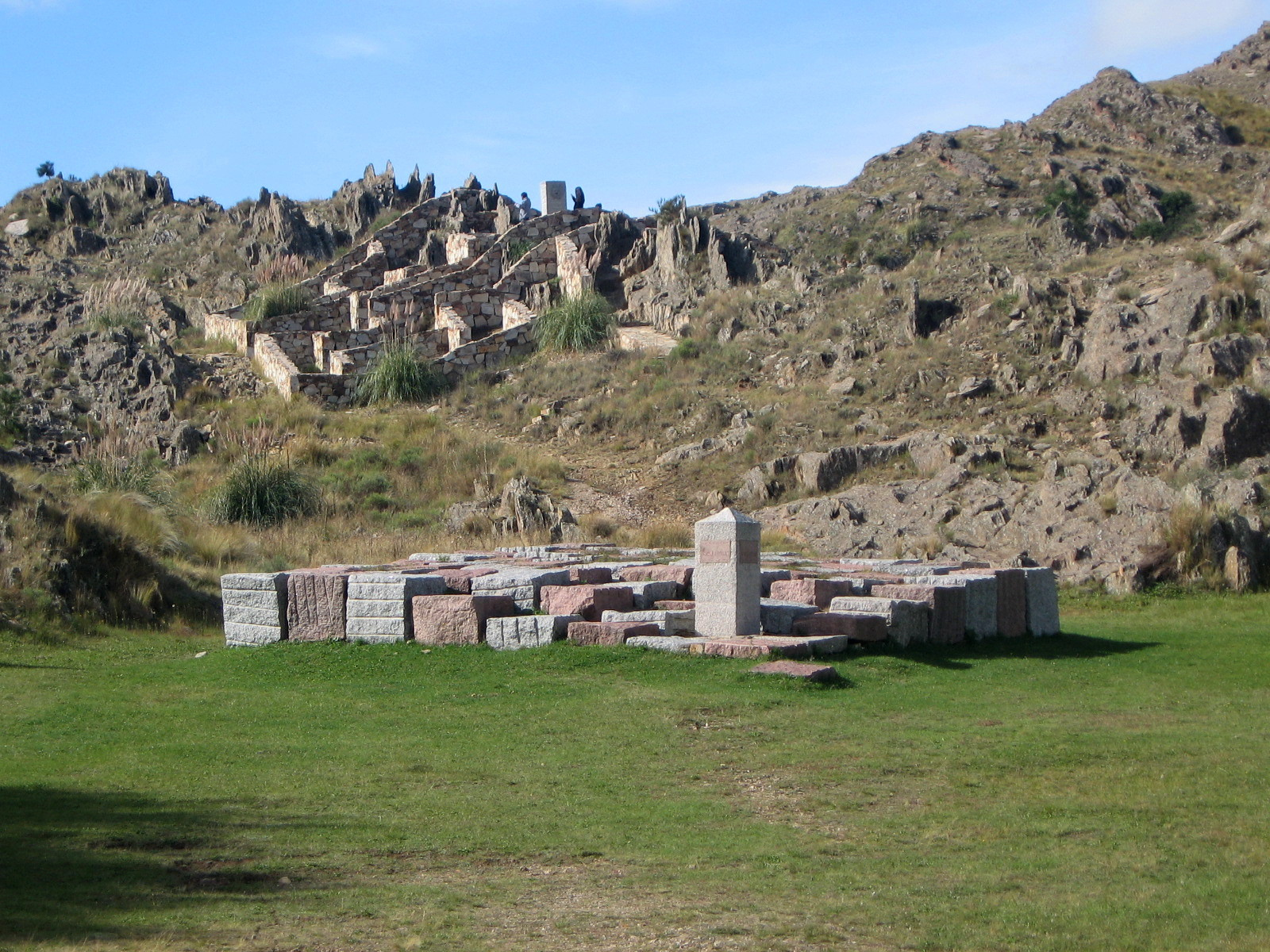
Tumba de Lafinur, emplazada en el predio del Museo de la Poesía Manuscrita "Juan Crisóstomo Lafinur".

A fines de 1822 se trasladó a Santiago (Chile), junto con su amigo, el actor Luis Ambrosio Morante. En la capital chilena se casó en julio de 1823 con Eulogia Nieto. Allí estudió derecho civil en la Universidad y abrió un estudio de abogacía; también escribió en varios periódicos y publicó algunas poesías de carácter histórico. Como músico, «fue un pianista aficionado y profundo conocedor del repertorio clásico». Murió a los 27 años en Santiago en agosto de 1824, debido a las heridas recibidas en una caída de su caballo. Hasta el 24 de abril de 2007, Lafinur estuvo sepultado en el panteón de los próceres chilenos en el Cementerio General de Santiago, ubicado en la comuna de Recoleta. Sus restos fueron repatriados a la Argentina y actualmente se encuentra sepultado en La Carolina. Allí se construyó un monumento y el museo de la poesía en su homenaje.
Fue llamado «El poeta romántico de nuestra época clásica» por Juan María Gutiérrez, puesto que Lafinur, además de sus poemas civiles y patrióticos, escribió poesía amatoria. El valor de Lafinur está en su obra de profesor, suscitador de inquietudes filosóficas y animador de rebeldes grupos juveniles. Era, evidentemente, un temperamento revolucionario.